# Пимьенто Родригес, Хосе де Хесус
Хосе де Хесус Пимьенто Родригес (исп. José de Jesús Pimiento Rodríguez; 18 февраля 1919, Сапатока, Колумбия — 3 сентября 2019, Флоридабланка, Сантандер, Колумбия) — колумбийский кардинал. Титулярный епископ Аполлониде и вспомогательный епископ Пасто с 14 июня 1955 по 30 декабря 1959. Епископ Монтерии с 30 декабря 1959 по 29 февраля 1964. Епископ Гарсона-Нейвы с 29 февраля 1964 по 22 мая 1975. Архиепископ Манисалеса с 22 мая 1975 по 15 октября 1996. Председатель Конференции католических епископов Колумбии с 1972 по 1978. Апостольский администратор епархии Сокорро-и-Сан-Хиля с ноября 2001 по июнь 2003. Кардинал-священник с титулом церкви Сан-Джованни-Кризостомо-а-Монте-Сакро-Альто с 14 февраля 2015.